# 해식동

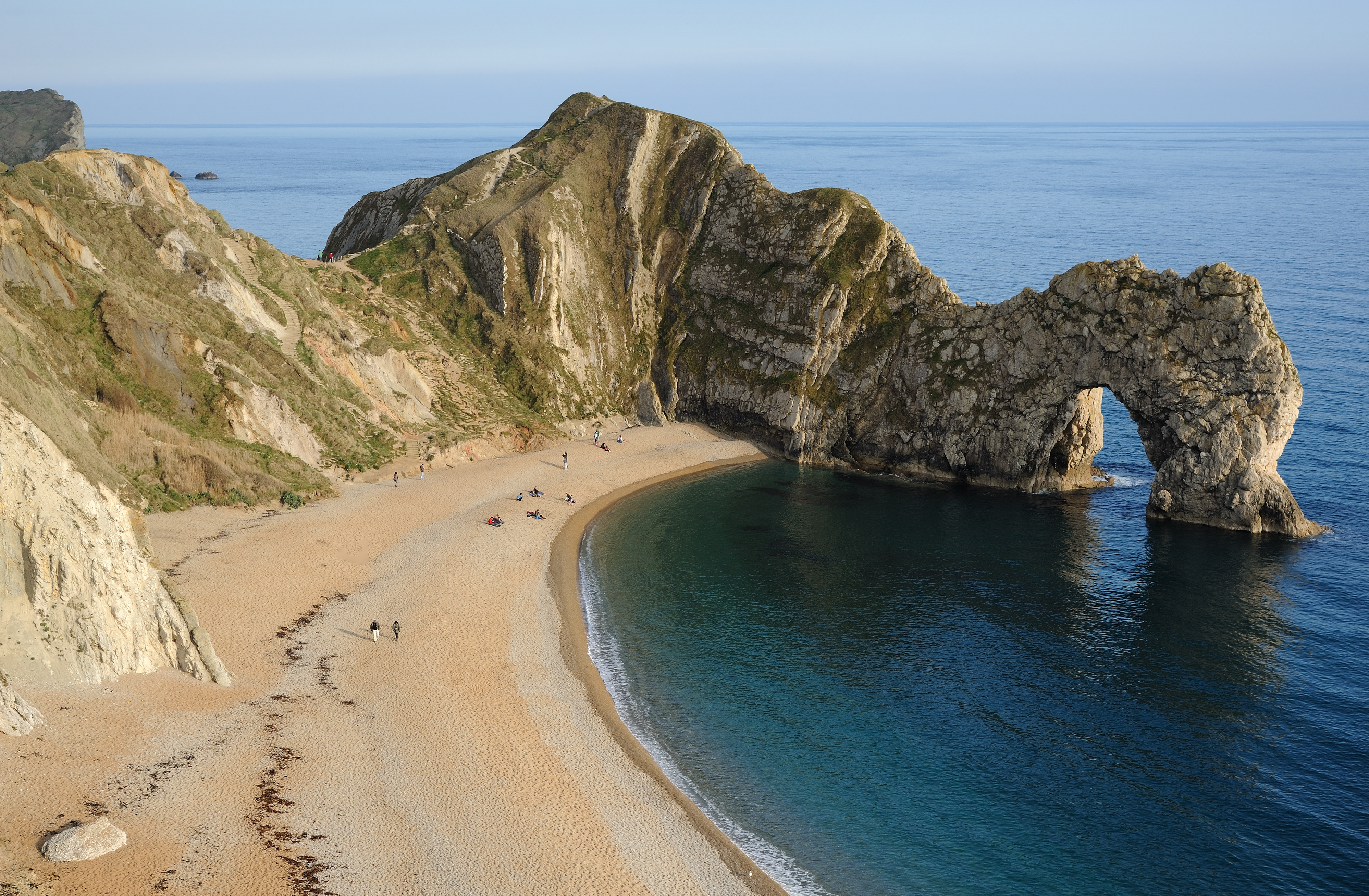

해식동굴(海食洞)은 파도에 의한 침식으로 해식 절벽에 형성된 동굴이다. 주로 수반되는 프로세스는 침식이다. 해식동은 전 세계적으로 해안을 따라 관찰된다. 가장 큰 해식동 중 일부는 노르웨이 해안에서 볼 수 있지만 현재는 해달 100피트 이상에 위치한다.